# Marylynnia macrodentata
Marylynnia macrodentata is een rondwormensoort uit de familie van de Cyatholaimidae.